# Ребровка
Ребро́вка (каз. Ребровка) — село у складі Аксуської міської адміністрації Павлодарської області Казахстану. Входить до складу сільського округу Канаша Камзіна.
Населення — 138 осіб (2021; 190 у 2009, 171 у 1999, 107 у 1989).
Національний склад станом на 1989 рік:
- росіяни — 38 %
- німці — 23 %
- казахи — 20 %